# St. Johns (Arizona)
St. Johns és l'única ciutat i seu del Comtat d'Apache a l'estat d'Arizona dels Estats Units d'Amèrica.

## Demografia
Segons el cens del 2007 St. Johns tenia 3.592 habitants. Segons el cens del 2000 tenia 3.269 habitants, 989 habitatges, i 805 famílies La densitat de població era de 190,9 habitants/km².
Dels 989 habitatges en un 44,3% hi vivien nens de menys de 18 anys, en un 66,7% hi vivien parelles casades, en un 10,8% dones solteres, i en un 18,6% no eren unitats familiars. En el 15,9% dels habitatges hi vivien persones soles el 6,2% de les quals corresponia a persones de 65 anys o més que vivien soles. El nombre mitjà de persones vivint en cada habitatge era de 3,19 i el nombre mitjà de persones que vivien en cada família era de 3,55.
Per edats la població es repartia de la següent manera: un 35,5% tenia menys de 18 anys, un 8,4% entre 18 i 24, un 24% entre 25 i 44, un 21,7% de 45 a 60 i un 10,4% 65 anys o més.
L'edat mediana era de 31 anys. Per cada 100 dones de 18 o més anys hi havia 100,1 homes.
La renda mediana per habitatge era de 35.215 $ i la renda mediana per família de 37.478 $. Els homes tenien una renda mediana de 38.477 $ mentre que les dones 24.009 $. La renda per capita de la població era de 13.331 $. Aproximadament el 12,5% de les famílies i el 15,3% de la població estaven per davall del llindar de pobresa.

## Poblacions més properes
El següent diagrama mostra les poblacions més properes.